# Гросшёнау (Нижняя Австрия)
Гросшёнау (нем. Großschönau (Niederösterreich)) — ярмарочная коммуна (нем. Marktgemeinde) в Австрии, в федеральной земле Нижняя Австрия.
Входит в состав округа Гмюнд. Население составляет 1271 человек (на 31 декабря 2005 года). Занимает площадь 41,95 км². Официальный код — 30912.

## Политическая ситуация
Бургомистр коммуны — Мартин Брукнер (АНП) по результатам выборов 2005 года.
Совет представителей коммуны (нем. Gemeinderat) состоит из 19 мест.
- АНП занимает 16 мест.
- СДПА занимает 3 места.